# Oederemia gracilis
Oederemia gracilis är en fjärilsart som beskrevs av Max Wilhelm Karl Draudt 1931. Oederemia gracilis ingår i släktet Oederemia och familjen nattflyn. Inga underarter finns listade i Catalogue of Life.